# Маунт Стерлинг (Охајо)
Маунт Стерлинг (енгл. Mount Sterling) град је у америчкој савезној држави Охајо.

## Демографија
По попису из 2010. године број становника је 1.782, што је 83 (-4,5%) становника мање него 2000. године.
| Група             | 2000.         | 2010.         |
| Белци             | 1.800 (96,5%) | 1.712 (96,1%) |
| Афроамериканци    | 4 (0,2%)      | 6 (0,3%)      |
| Азијати           | 2 (0,1%)      | 13 (0,7%)     |
| Хиспаноамериканци | 37 (2,0%)     | 35 (2,0%)     |
| Укупно            | 1.865         | 1.782         |